# Aeropuerto de Lakselv-Banak
El Aeropuerto de Lakselv-Banak (en noruego: Lakselv lufthavn, Banak) (IATA: LKL, OACI: ENNA) es un aeropuerto internacional situado en Banak, a 1,5 km al norte de Lakselv, en el municipio de Porsanger, provincia de Finnmark, Noruega. También es conocido como Aeropuerto de Cabo Norte, pese a que el cabo Norte se encuentra a 180 km de él. Lo opera la empresa estatal Avinor.

## Aerolíneas y destinos
| Aerolíneas            | Destinos                    |
| --------------------- | --------------------------- |
| BH Air                | Estacional, chárter: Burgas |
| Norwegian Air Shuttle | Oslo-Gardermoen             |
| Widerøe               | Alta, Tromsø                |

## Accidentes e incidentes
- El 12 de junio de 1985 un F-16B con dos personas a bordo tuvo problemas de control al norte de Banak. El piloto se eyectó y sobrevivió, pero un oficial murió.[1]
- El 23 de marzo de 1992 un F-16A perdió potencia a 5500 metros de altitud. El piloto sobrevivió tras dirigir el avión hacia un área despoblada y eyectarse a 1400 metros.[2]
- El 29 de junio de 2005 un ICP Savannah se estrelló pocos minutos después de despegar de Banak, con dos instructores de vuelo a bordo. Ambos instructores murieron.[3]